# 1505 en arts plastiques
| Années des arts plastiques : 1502 - 1503 - 1504 - 1505 - 1506 - 1507 - 1508    |
| Décennies des arts plastiques : 1470 - 1480 - 1490 - 1500 - 1510 - 1520 - 1530 |

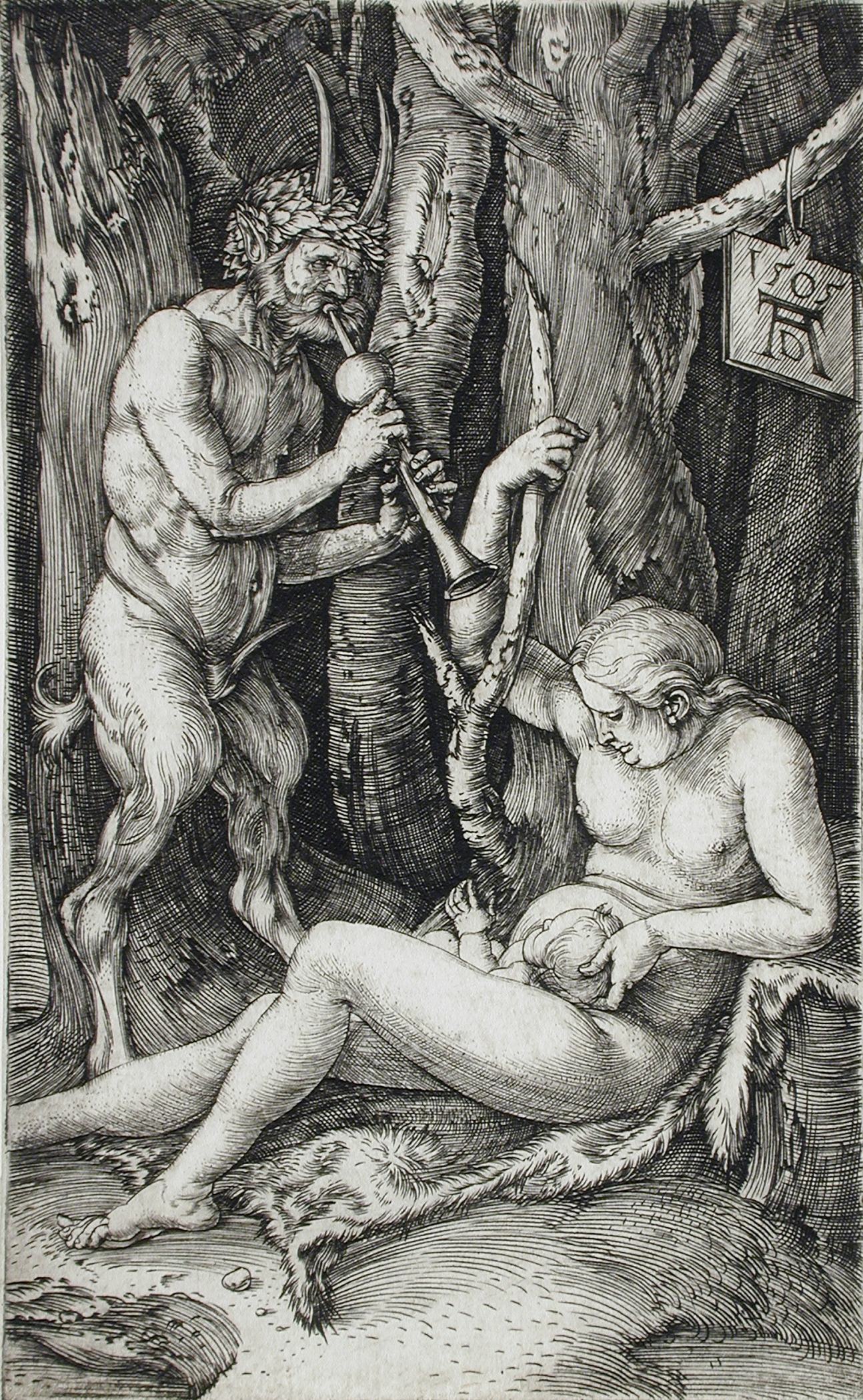
Satyr Family - Albrecht Dürer - 1505

Cette page concerne l'année 1505 en arts plastiques.

## Œuvres
- 1504-1505 : Saint Jean l'Évangéliste à Patmos, huile sur panneau de Jérôme Bosch
- Triptyque des ermites, huile sur bois de Jérôme Bosch
- Saint Jérôme en prière, huile sur panneau de Jérôme Bosch

## Naissances
- ? :
  - Livio Agresti, peintre maniériste italien de la Renaissance tardive de l'école de Forlì († 1579),
  - Pomponio Amalteo, peintre italien de l'école vénitienne († 9 mars 1588),
  - Dono Doni, peintre italien († 1575),
  - Fermo Ghisoni da Caravaggio, peintre italien  de l'école de Mantoue † 1575).
  - Jakob Seisenegger, peintre autrichien († 1567),
- 1505 ou 1506 :
  - Lambert Lombard, peintre, architecte, archéologue, collectionneur, numismate, mythographe, homme de lettres et historien de l'art liégeois († août 1566),
- Vers 1505 :
  - Cornelis Anthonisz, cartographe, peintre et graveur néerlandais († 1553),
  - Camillo Boccaccino, peintre italien († 1546).

## Décès
- Filippo Mazzola, peintre italien (° 1460),
- Vers 1505 :
- Bartolomeo Caporali, peintre italien (° vers 1420).